# Conquesta catalana d'Eivissa i Formentera
Les illes d'Eivissa i Formentera van ser conquerides pels catalans, el 1235, per contracte d'infeudació de Jaume I.

## La planificació de la conquesta
Els primers anys de la dècada de 1230, conquerida Mallorca i rendida Menorca en vassallatge, quedaven les Pitiüses per sotmetre. Jaume el Conqueridor va establir un contracte d'infeudació amb Pere, infant de Portugal i senyor de Mallorca (1231-1244) i el comte de Rosselló Nunó Sanç el 1231. Aquest contracte havia de fer-se efectiu en un temps determinat, però no ho van fer.
Posteriorment, Guillem de Montgrí, arquebisbe electe de Tarragona i el seu germà Bernat de Santa Eugènia van demanar el mateix al rei durant la convocatòria de Corts a Alcanyís i el 7 de desembre de 1234 es va establir un nou contracte d'infeudació segons el costum de Barcelona (ad consuetudinem Barchinone), també amb la condició de conquerir Eivissa en un període determinat. En aquest cas s'establia que la conquesta de l'illa s'havia de dur a terme abans del dia de Sant Miquel (29 de setembre de l'any següent). S'establia també que el dret supletori d'Eivissa serien els Usatges (com ocorria a Mallorca).
Pere de Portugal i Nunó Sanç, que ja havien perdut aquest dret, es van entrevistar amb l'arquebisbe i van acordar una conquesta conjunta. El 12 d'abril de 1235 es va redactar un nou contracte d'infeudació, en aquest cas de Guillem de Montgrí a Pere de Portugal i Nunó Sanç, també seguint el dret feudal català. Els dos tindrien la senyoria de part de les dues illes en funció de les tropes aportades, com a vassalls de Guillem de Montgrí. El papa Gregori IX va atorgar a l'expedició de conquesta el títol de croada en una butlla del 24 d'abril de 1235.

## La conquesta
Només la vila d'Eivissa (Madina Yabisah) estava fortificada, de manera que la conquesta d'aquesta implicava la caiguda d'Eivissa i Formentera. Així, en algun punt anterior al 4 de juny de 1235 la flota catalana va arribar a Eivissa i van desembarcar a la zona d'es Soto, al costat sud de la vila. Es va fer servir un fonèvol i un trabuquet per llençar des de ponent pedres contra la triple muralla de la vila. Segons el Llibre dels Fets la conquesta fou molt ràpida: el fonèvol “no llançà deu pedres”. Existeix una crònica musulmana que parla d'una conquesta llarga amb un setge de cinc mesos (cosa impossible perquè l'abril encara estaven signant el contracte d'infeudació els tres cosenyors). Els historiadors es decanten per una versió intermèdia, ja que el 4 de juny Guillem de Montgrí pagava un deute a un dels seus companyons de conquesta “in obsidione castri de Eviça”, en el setge del castell d’Eivissa. Pel que és de suposar que un primer saqueig de la campanya, com havia estat acordat, ja havia tengut lloc.
Malgrat una forta resistència dels musulmans, el fonèvol va acabar tombant el mur d'avall de la vila i els vilatans es van haver de refugiar a la banda d'amunt. Llavors els cristians van ocupar la vila d'avall i els musulmans van rendir-se amb balàfia, això és, una rendició total a canvi que es respectessin les vides, el 8 d'agost de 1235. El primer d'entrar a la vila va ser el lleidatà Joan Xicó, que va plantar el senyal dalt del castell.
Una llegenda de difícil comprovació diu que el valí de l'illa havia robat l'enamorada al seu germà, i aquest es va venjar obrint una porta a les tropes catalanes. Al lloc per on tradicionalment s'ha considerat que van entrar les tropes cristianes hi ha una capella dedicada a Sant Ciriac amb una placa que diu: "Capella de Sant Ciriac. Per aquest lloc, segons la tradició, entraren les tropes cristianes a la ciutat el dia 8 d'agost de 1235, festivitat de Sant Ciriac". És amb probabilitat una invenció molt posterior —per desempallegar-se del fet d'haver pactat amb els musulmans i, de pas, de carregar a aquestos amb l'estigma de traïdors—: és ben segur que on es troba la capella hi hagués en aquell temps la portella que connectava la vila d'avall amb la d'amunt, i per on entraren les tropes catalanes

## El repartiment
Un cop conquerides, les dues illes van ser dividides en quatre quartons. Guillem de Montgrí havia aportat la meitat de les tropes per a la conquesta, Nunó Sanç una quarta part i Pere de Portugal l'altra. Per aquest motiu el repartiment de totes dues illes es va fer amb dos quartons per a Guillem de Montgrí, un per a Nunó Sanç i l'altre per a Pere de Portugal.
Eivissa es divideix quedant-se l'arquebisbe de Tarragona el Quartó de Ses Salines i el Quartó de Balansat, Pere de Portugal el Quartó de Santa Eulària i Nunó Sanç el Quartó de Portmany. Pel que fa a Formentera, es quedà indivisa, com a una extensió territorial d'Eivissa, malgrat si es repartí el usufruct.
Però a la mort de Nunó Sanç aquest va testar en favor de Jaume I i Guillem de Montgrí va comprar els quartons del comte a Eivissa. D'altra banda, el Quartó de Santa Eulària va passar a mans directes de Jaume I i per aquest motiu se'l coneix també com a Quartó del Rei. Aquesta situació feia que suposadament Jaume I heretés les obligacions feudals de Pere envers Guillem de Montgrí, de manera que Jaume I era senyor i a la vegada vassall de l'arquebisbe pel mateix territori, el Quartó del Rei. Per aquest motiu hi va haver moltes disputes, ja que els arquebisbes van exigir a la monarquia les seves obligacions feudals, que, evidentment, no van complir mai. La Vila d'Eivissa queda com un domini conjunt, havent-hi una part de cada cosenyor i s'estableix el domini conjunt del castell i el seu lliure ús per part del monarca sempre que fos necessari.

## Les Salines
Entre d'altres, el contracte d'infeudació de Guillem de Montgrí a Nunó Sanç i l'intant Pere establia l'erecció d'una església en honor de Jesucrist i la Mare de Déu i la divisió de les rendes produïdes per les salines d'Eivissa en funció de les tropes aportades, la meitat per a l'arquebisbe i una quarta part per a cadascun dels altres dos cosenyors. L'església que es va construir va ser l'antecessora de l'actual catedral d'Eivissa, dedicada curiosament a Santa Maria de les Neus malgrat el bon clima de l'illa, degut segurament al fet que era la festivitat de la Mare de Déu més propera al dia de la conquesta d'Eivissa (només tres dies abans). Els tres cosenyors també atorgaren a l'illa el 9 de gener de 1236 una Carta de Franqueses, en gran manera còpia de la de Mallorca, però amb algunes modificacions per al profit dels senyors, com l'existència d'algun mal ús com la cugúcia (lògic ja que aquesta carta l'atorguen senyors feudals i no el monarca com a Mallorca). Pel que fa a la sal, que era la major riquesa natural de l'illa, Guillem de Montgrí va acabar cedint els drets sobre la seva explotació al poble d'Eivissa, de manera que, en aparèixer, va ser el govern comunal de les Pitiüses, la Universitat, qui va administrar les rendes de la sal fins que aquesta institució va desaparèixer a conseqüència del Decret de Nova Planta (1715) i la monarquia se les va quedar per dret de conquesta.